# 조위총의 난
조위총의 난은 명종 4년(1174년)에서 6년(1176년)까지 서경유수(西京留守) 조위총이 무신정권에 반발하여 정중부·이의방을 치고자 일으킨 난이다.

## 개요
병부상서 겸 서경유수 조위총은 왕을 폐립하고 문신을 학살하여 전횡을 일삼던 무신들을 타도하고 서경 세력을 펴려 하였다. 그는 동북 양계의 여러 성을 선동하여 중앙에 반기를 들었다. 연주성을 제외한 이북 40여 성이 모두 반란에 참여하여 처음에는 정부 토벌군을 격파하고 개경에 이르렀으나, 이의방에게 패하여 서경으로 후퇴하였다. 조위총은 그 후 서경에서 항전을 계속하여 한때 이의방을 퇴각케 하기도 했다.
그러나 제2차 공격을 받고 조위총은 금나라에 응원군을 요청했으나 뜻을 이루지 못하고, 드디어 명종 6년(1176) 서경이 함락되고 그의 거사도 실패로 돌아갔다.

## 평가
조위총의 난으로 고려의 군사력은 대부분 소멸되었다.

## 같이 보기
- 무신정권